# 河口螺序草
河口螺序草（学名：Spiradiclis emeiensis var. yunnanensis）为茜草科螺序草属下的一个变种。

## 扩展阅读
- 維基物種上的相關：河口螺序草